# 선캄브리아 시대

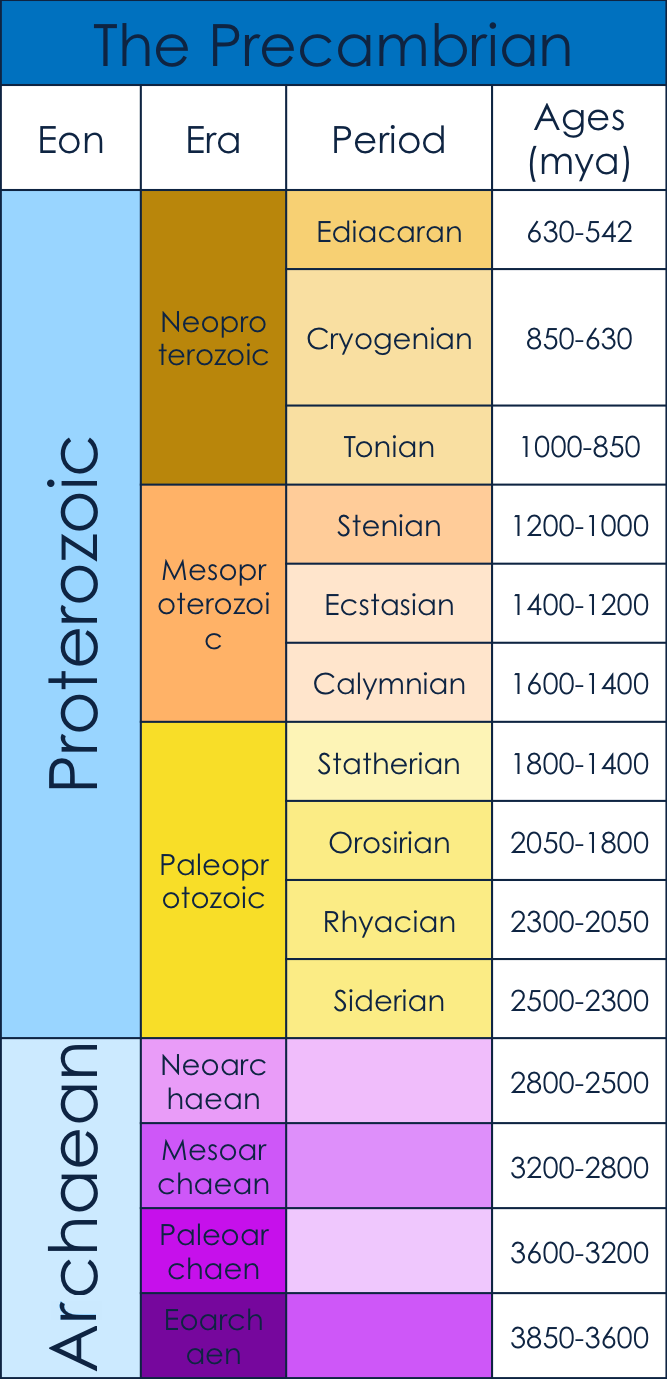

선캄브리아 시대(先—時代, 영어: Precambrian)는 현생누대 이전의 지질 시대를 부르는 비공식적인 이름이다. 약 46억 년 전 지구가 형성된 때부터 약 5억 4천 2백만 년 전 고생대 캄브리아기의 시작 이전까지를 말한다.

## 개관
지구 역사의 7/8을 차지하는 그 길이에 비해서 선캄브리아 시대에 관하여서는 알려진 바는 매우 적다. 그리고 현재 알려진 내용 역시 근래의 40~50년 동안에 밝혀진 것이 대부분이다. 뼈나 단단한 부분이 없거나 적었던 당시 생물들의 특성상 생물화석은 매우 드물어서 생층서구분에 쓰이기에는 적절치 않다. 많은 선캄브리아기의 암석들이 원래의 암석을 알 수 없을 만큼 심한 변성작용을 받았으며, 그렇지 않더라도 심하게 침식당하거나, 현생누대의 지층에 덮여서 지하 깊은 곳에 존재한다. 미행성들의 충돌에 의해서 약 45억년 전에 형성된 지구는 그 형성이 끝난 직후 화성크기의 미행성과 충돌하면서 달을 형성했다고 생각된다. 하지만 서(西)오스트레일리아에서 발견된 지르콘 결정의 연대측정 결과에 따르면 44억년 전에는 안정한 지각이 형성된 것으로 추정된다. 선캄브리아기 시대라는 표현은 지질학자들과 고생물학자들 사이에서 널리 쓰이는 말이지만 공식적인 명칭은 아니다. 정확하게는 시기에 따라 원생누대(Proterozoic), 시생누대(Archaean), 명왕누대(Hadean)로 구분하여야 한다.

## 선캄브리아 시대의 생물
지구상에 생명이 처음 나타난 시기는 명확하지는 않으나 서그린란드에서 발견된 38억 년 된 퇴적암에 들어 있는 탄소는 유기물 기원으로 판단된다. 서(西)오스트레일리아에서는 34억 6천만 년 전 이전의 박테리아 화석이 잘 보존된 상태로 발견된다. 이 곳의 1억 년 더 전의 지층에서는 화석일 개연성이 높은 것들이 발견되고 있다.
미국과 인도의 논란의 여지가 있는 몇몇 보고를 제외한다면, 최초의 다세포 생물은 약 6억 년 전에 발생하였다고 생각된다. 6억 년 전부터 캄브리아기가 시작될 때까지의 생물들은 무른 몸을 가지고 있었는데, 꽤나 다양한 종류들이 전 지구적으로 발견되고 있다. 이 생물들을 에디아카라 생물군 또는 벤드 생물군이라고 부른다. 딱딱한 껍질을 가진 생물들은 이 시기의 마지막에 나타난다.
5억 4천4백만 년 전부터는 굉장히 다양한 생물들이 나타난다. 선캄브리아 시대 말기에 '작은 껍질 동물군'(small shelly fauna)로부터 시작된 이 변화는 캄브리아기의 다양하고 현대적인 버제스 동물군의 출현으로 이어진다. 생물군이 급속도로 다양해진 이 변화를 캄브리아기의 대폭발이라고 부른다.

## 행성환경과 산소재앙
선캄브리아 시대의 판구조운동에 대한 자세한 부분은 잘 알려져 있지 않다. 작은 원시대륙들이 30억 년 전부터 존재하였고, 10억 년 전 경에는 이들이 모여 초대륙을 만들었다는 것이 일반적으로 받아들여지고 있다. 초대륙 로디니아는 6억 년 전 경에 분열하기 시작하였다. 22억 년 전 경인 휴런기이후로 몇 번의 빙하기가 있었음이 확인되었다. 6억 년 전 경에 있었던 성빙기의 빙하기는 잘 연구되어 있는데, 이 때에는 적도까지 빙하에 덮여있었던 것으로 보인다. 이 시기를 눈덩이 지구라고 한다.
원시 지구의 대기에 관하여서도 잘 알려져 있지는 않으나, 환원성의 대기였고 산소는 별로 없었던 것으로 생각된다. 그 때의 육지는 붉은 빛이 돌고 바다는 감람색-녹색 정도였을 것으로 생각된다. 지구형성 이후 수 억 년 동안 불용성 산화물들이 바다 속에 존재했을 것으로 생각된다. 광합성이 가능한 생명체들이 진화하자 분자상태의 산소가 대량으로 쏟아져 나오면서 생태학적인 격변을 가져왔는데, 이를 종종 산소재앙이라는 단어로 표현하기도 한다. 산소는 즉시 화학반응에 사용되었는데, 처음에는 철을 산화시켰고, 더 이상 산화시킬 물질이 없을 때까지 화학반응에 사용된 후 대기 중의 산소 농도를 높이기 시작하여, 현재의 산소가 풍부한 대기가 형성되었다. 오래된 암석들은 거대한 호상철광층을 가지고 있는데, 이들은 산소가 철과 처음으로 결합하면서 침전되어 형성된 것이다.